# Deuxième district congressionnel du Massachusetts
Le 2e district congressionnel du Massachusetts est situé dans le centre du Massachusetts et englobe une grande partie des comtés de Franklin, de Hampshire et de Worcester, ainsi que de petites parties des comtés de Middlesex et de Norfolk. Les plus grandes municipalités du district comprennent Worcester (qui est la deuxième plus grande ville de la Nouvelle-Angleterre après Boston), Leominster, Amherst, Shrewsbury et Northampton.
Le Démocrate Jim McGovern représente le district depuis 2013 ; il représentait auparavant le 3e district depuis 1997.

## Histoire

### 1795 - 1803
Connu comme le 2e District de l'Ouest.

### 1803 - 1813
Connu sous le nom de Essex North.

### 1813 - 1833
Connu sous le nom de Essex South.

### 1843 - 1853
La loi du 16 septembre 1842 établit le district à la frontière entre la Côte-Nord et le New Hampshire, avec les municipalités suivantes:
Dans le Comté d'Essex : Beverly, Danvers, Essex, Gloucester, Hamilton, Ipswich, Lynn, Lynnfield, Manchester, Marblehead, Middleton, Rockport, Salem, Saugus, Topsfield et Wenham
Dans le Comté de Middlesex : Malden, Medford, Reading, South Reading et Stoneham
Dans le Comté de Suffolk : Chelsea

### Années 1860
"Des parties des comtés de Bristol, Norfolk et Plymouth".

### 1903 - 1913
Au cours de cette décennie, le district comprenait les municipalités suivantes:
Dans le Comté de Franklin : Erving, Leverett, Montague, New Salem, Northfield, Orange, Shutesbury, Sunderland, Warwick et Wendell.
Dans le Comté de Hampshire : Amherst, Belchertown, Easthampton, Enfield, Granby, Hadley, Northampton, Pelham, Prescott, South Hadley et Ware.
Dans le Comté de Hampden : Brimfield, Chicopee, East Longmeadow, Hampden, Holland, Longmeadow, Ludlow, Monson, Palmer, Springfield, Wales et Wilbraham.
Dans le Comté de Worcester : Athol, Barre, Brookfield, Dana, Hardwick, New Braintree, North Brookfield, Oakham, Petersham, Phillipston, Royalston, Warren et West Brookfield.

### 1913 - 1923
Au cours de cette décennie, le district comprenait les municipalités suivantes:
Dans le Comté de Franklin : Bernardston, Deerfield, Erving, Gill, Leverett, Montague, Northfield, Shutesbury, Sunderland, Warwick, Wendell et Whately.
Dans le Comté de Hampshire : Amherst, Belchertown, Easthampton, Enfield, Granby, Hadley, Hatfield, Northampton, Pelham, South Hadley, Ware et Williamsburg.
Dans le Comté de Hampden : Agawam, Chicopee, East Longmeadow, Hampden, Longmeadow, Ludlow, Springfield, West Springfield et Wilbraham.

### 2003 - 2013
Au cours de cette décennie, le district comprenait les municipalités suivantes:
Dans le Comté de Hampden : Agawam, Brimfield, Chicopee, East Longmeadow, Hampden, Holland, Longmeadow, Ludlow, Monson, Palmer, Springfield, Wales, Wilbraham.
Dans le Comté de Hampshire : Hadley, Northampton, South Hadley.
Dans le Comté de Norfolk : Bellingham.
Dans le Comté de Worcester : Blackstone, Brookfield, Charlton, Douglas, Dudley, East Brookfield, Grafton, Hopedale, Leicester, Mendon, Milford, Millbury, Millville, North Brookfield, Northbridge, Oxford, Southbridge, Spencer, Sturbridge, Sutton, Upton, Uxbridge, Warren, Webster.

### Depuis 2013
Dans le Comté de Franklin : Deerfield, Erving, Gill, Greenfield, Leverett, Montague, New Salem, Northfield, Orange, Shutesbury, Sunderland, Warwick, Wendell et Whately.
Dans le Comté de Hampden : Secteur 1A à Palmer
Dans le Comté de Hampshire : Amherst, Belchertown, Hadley, Hatfield, Northampton, Pelham et Ware.
Dans le Comté de Norfolk : Secteur 4A et 5 à Bellingham
Dans le Comté de Worcester : Athol, Auburn, Barre, Blackstone, Boylston, Douglas, Grafton, Hardwick, Holden, Hubbardston, Leicester, Leominster, Mendon, Millbury, Millville, New Braintree, North Brookfield, Northborough, Northbridge, Oakham, Oxford, Paxton, Petersham, Phillipston, Princeton, Royalston, Rutland, Shrewsbury, Spencer, Sterling, Sutton, Templeton, Upton, Uxbridge, Webster, West Boylston, West Brookfield, Westborough, Worcester et le Secteur 1 à Winchendon.

## Géographie

### Comté de Franklin(22)
Ashfield, Bernardston, Buckland (inclut des parties de Shelburne Falls), Colrain, Conway, Deerfield (inclut les CDP Deerfield et South Deerfield), Erving (inclut des parties de Millers Falls), Gill, Greenfield, Heath, Leverett, Leyden, Montague (inclut Turners Falls et une partie de Millers Falls), New Salem, Northfield (inclut la CDP Northfield ), Orange (inclut la CDP Orange ), Shelburne (inclut Shelburne Falls), Shutesbury, Sunderland, Warwick, Wendell, Whatley

### Comté de Hampshire(9)
Amherst, Chesterfield, Goshen, Hadley, Hatfield (inclut la CDP Hatfield ), Northampton, Pelham, Westhampton, Williamsburg

### Comté de Middlesex(3)
Ashland, Holliston, Hopkinton (inclut la CDP Hopkinton)

### Comté de Norfolk(1)
Medway

### Comté de Worcester(33)
Athol (inclut la CDP Athol ), Auburn, Barre (inclut la CDP Barre), Boylston, Douglas (inclut East Douglas), Grafton, Hardwick, Holden, Hubbardston, Leicester, Leominster, Millbury, Northborough (inclut la CDP Northborough), Northbridge (inclut Whitinsville), Oakham, Petersham (inclut la CDP Petersham), Paxton, Phillipston, Princeton, Royalston, Rutland (inclut la CDP Rutland), Shrewsbury, Southborough (inclut Cordaville), Sterling, Sutton, Templeton (inclut Baldwinville), Upton (inclut la CDP Upton), Uxbridge, Webster (inclut la CDP Webster ; en partie, également dans le 1er), West Boylston, Westborough (inclut la CDP Westborough), Westminster (en partie, également dans le 3e), Worcester

## Historique de vote
| Année | Office    | Result                  |
| ----- | --------- | ----------------------- |
| 2000  | President | Gore 56,0 % – 33,0 %    |
| 2004  | President | Kerry 59,0 % – 40,0 %   |
| 2008  | President | Obama 60,4 % – 37,5 %   |
| 2012  | President | Obama 58,7 % – 39,2 %   |
| 2016  | President | Clinton 56,2 % – 36,8 % |
| 2020  | President | Biden 61,6 % – 35,7 %   |

## Liste des Représentants du district
| Membre                          | Parti                 | Années                                   | Congrès        | Histoire électorale | Zone géographique                                     |
| ------------------------------- | --------------------- | ---------------------------------------- | -------------- | --- | ----------------------------------------------------- |
| District établit le 4 mars 1789 |                       |                                          |                | |                                                       |
| Benjamin Goodhue (en)           | Pro Administration    | 4 mars 1789 - 3 mars 1793                | 1er, 2e        | Élu en 1789 sur le second bulletin. Réélu en 1790. Redécoupage vers le 1er district. | 1789–1793 Comté d'Essex                               |
| Dwight Foster (en)              | Pro Administration    | Ticket général 4 mars 1793 - 3 mars 1795 | 3e             | Élu en 1793 sur le troisième bulletin, faisant partie du ticket général à 4 sièges, et représentant le distric at-large. Redécoupage vers le 4e district. | 1793–1795 Comtés de Berkshire, Worcester et Hampshire |
| Theodore Sedgwick               | Pro Administration    | Ticket général 4 mars 1793 - 3 mars 1795 | 3e             | Redécoupage depuis le 4e district et réélu en 1792, faisant partie du ticket général à 4 sièges, représentant le district du Comté de Berkshire. Redécoupage vers le 1er district. | 1793–1795 Comtés de Berkshire, Worcester et Hampshire |
| Artemas Ward                    | Pro Administration    | Ticket général 4 mars 1793 - 3 mars 1795 | 3e             | Redécoupage depuis le 7e district et réélu en 1792, faisant partie du ticket général à 4 sièges, représentant le district de Worcester City. | 1793–1795 Comtés de Berkshire, Worcester et Hampshire |
| William Lyman (en)              | Anti-Administration   | Ticket général 4 mars 1793 - 3 mars 1795 | 3e             | Élu en 1793, sur le troisième bulletin, faisant partie du ticket général à 4 sièges et représentant le district du Comté de Hampshire. Réélu en 1794 en tant que seul Représentant du district. Perd sa réélection.                                                                                    | 1793–1795 Comtés de Berkshire, Worcester et Hampshire |
| William Lyman (en)              | Républicain-Démocrate | 4 mars 1795 - 3 mars 1797                | 4e             | Élu en 1793, sur le troisième bulletin, faisant partie du ticket général à 4 sièges et représentant le district du Comté de Hampshire. Réélu en 1794 en tant que seul Représentant du district. Perd sa réélection.                                                                                    | 1795–1803 2e district Ouest                           |
| William Shepard (en)            | Fédéraliste           | 4 mars 1797 - 3 mars 1803                | 5e - 7e        | Élu en 1797 sur le second bulletin. Réélu en 1798. Réélu en 1800. Retrait. | 1795–1803 2e district Ouest                           |
| Jacob Crowinshield              | Républicain-Démocrate | 4 mars 1803 - 15 avril 1808              | 8e - 10e       | Élu en 1802. Réélu en 1804. Réélu en 1806. Décès. | 1803–1823 Essex District Sud                          |
| Vacant                          | Vacant                | 15 avril 1808 - 23 mai 1808              | 10e            | | 1803–1823 Essex District Sud                          |
| Joseph Story                    | Républicain-Démocrate | 23 mai 1808 - 3 mars 1809                | 10e            | Élu pour terminer le mandat de Crowninshield. Retrait. | 1803–1823 Essex District Sud                          |
| Benjamin Pickman Jr. (en)       | Fédéraliste           | 4 mars 1809 - 3 mars 1811                | 11e            | Élu en 1808. Retrait. | 1803–1823 Essex District Sud                          |
| William Reed                    | Fédéraliste           | 4 mars 1811 - 3 mars 1815                | 12e , 13e      | Élu en 1810. Réélu en 1812. Retrait. | 1803–1823 Essex District Sud                          |
| Timothy Pickering               | Fédéraliste           | 4 mars 1815 - 3 mars 1817                | 14e            | Redécoupage depuis le 3e district et réélu en 1814. Perd sa réélection. | 1803–1823 Essex District Sud                          |
| Nathaniel Silsbee (en)          | Républicain-Démocrate | 4 mars 1817 - 3 mars 1821                | 15e , 16e      | Élu en 1816. Réélu en 1818. Retrait. | 1803–1823 Essex District Sud                          |
| Gideon Barstow (en)             | Républicain-Démocrate | 4 mars 1821 - 3 mars 1823                | 17e            | Élu en 1821 sur le troisième bulletin. Retrait. | 1803–1823 Essex District Sud                          |
| Benjamin W. Crownshield         | Républicain-Démocrate | 4 mars 1823 - 3 mars 1825                | 18e - 21e      | Élu en 1823 sur le second bulletin. Réélu en 1824. Réélu en 1826. Réélu en 1828. Perd sa réélection. | 1823–1833 Essex District Sud                          |
| Benjamin W. Crownshield         | Anti-Jacksonien       | 4 mars 1825 - 3 mars 1831                | 18e - 21e      | Élu en 1823 sur le second bulletin. Réélu en 1824. Réélu en 1826. Réélu en 1828. Perd sa réélection. | 1823–1833 Essex District Sud                          |
| Rufus Choate (en)               | Anti-Jacksonien       | 4 mars 1831 - 30 juin 1834               | 22e , 23e      | Élu en 1830. Réélu en 1833. Démissionne. | 1823–1833 Essex District Sud                          |
| Rufus Choate (en)               | Anti-Jacksonien       | 4 mars 1831 - 30 juin 1834               | 22e , 23e      | Élu en 1830. Réélu en 1833. Démissionne. | 1833–1843                                             |
| Vacant                          | Vacant                | 30 juin 1834 - 1er décembre 1834         | 23e            | |                                                       |
| Stephen C. Phillips (en)        | Anti-Jacksonien       | 1er décembre 1834 - 3 mars 1837          | 23e - 25e      | Élu pour terminer le mandat de Choate. Réélu en 1834. Réélu en 1836. Démissionne pour devenir le Maire de Salem. |                                                       |
| Stephen C. Phillips (en)        | Whig                  | 4 mars 1837 - 28 septembre 1838          | 23e - 25e      | Élu pour terminer le mandat de Choate. Réélu en 1834. Réélu en 1836. Démissionne pour devenir le Maire de Salem. |                                                       |
| Vacant                          | Vacant                | 28 septembre 1838 - 5 décembre 1838      | 25e            | |                                                       |
| Leverett Saltonstall            | Whig                  | 5 décembre 1838 - 3 mars 1843            | 25e - 27e      | Élu pour terminer le mandat de Phillips. Réélu en 1838. Réélu en 1840. Perd sa réélection. |                                                       |
| Daniel P. King (en)             | Whig                  | 4 mars 1843 - 25 juillet 1850            | 28e - 31e      | Élu en 1843 sur le quatrième bulletin. Réélu en 1844. Réélu en 1846. Réélu en 1848. Décès. | 1843–1853                                             |
| Vacant                          | Vacant                | 25 juillet 1850 - 3 mars 1851            | 31e            | | 1843–1853                                             |
| Robert Rantoul Jr. (en)         | Démocrate             | 4 mars 1851 - 7 août 1852                | 32e            | Élu en 1850. Décès. | 1843–1853                                             |
| Vacant                          | Vacant                | 7 août 1852 - 13 décembre 1852           | 32e            | | 1843–1853                                             |
| Francis B. Fay (en)             | Whig                  | 13 décembre 1852 - 3 mars 1853           | 32e            | Élu pour terminer le mandat de Rantoul. Retrait. | 1843–1853                                             |
| Samuel L. Crocker (en)          | Whig                  | 4 mars 1853 - 3 mars 1855                | 33e            | Élu en 1852. Perd sa réélection. | 1853–1863                                             |
| James Buffington (en)           | Know Nothing          | 4 mars 1855 - 3 mars 1857                | 34-3734e - 37e | Élu en 1854. Réélu en 1856. Réélu en 1858. Réélu en 1860. Retrait. | 1853–1863                                             |
| James Buffington (en)           | Républicain           | 4 mars 1857 - 3 mars 1863                | 34-3734e - 37e | Élu en 1854. Réélu en 1856. Réélu en 1858. Réélu en 1860. Retrait. | 1853–1863                                             |
| Oakes Ames                      | Républicain           | 4 mars 1863 - 3 mars 1873                | 38e - 42e      | Élu en 1862. Réélu en 1864. Réélu en 1866. Réélu en 1868. Réélu en 1870. Retrait. | 1863–1873                                             |
| Benjamin W. Harris              | Républicain           | 4 mars 1873 - 3 mars 1883                | 43e - 47e      | Élu en 1872. Réélu en 1874. Réélu en 1876. Réélu en 1878. Réélu en 1880. Retrait. | 1873–1883                                             |
| John Davis Long                 | Républicain           | 4 mars 1883 - 3 mars 1889                | 48e - 50e      | Élu en 1882. Réélu en 1884. Réélu en 1886. Retrait. | 1883–1893                                             |
| Elijah A. Morse (en)            | Républicain           | 4 mars 1889 - 3 mars 1893                | 51e , 52e      | Élu en 1888. Réélu en 1890. Redécoupage vers le 12e district. | 1883–1893                                             |
| Frederick H. Gillett (en)       | Républicain           | 4 mars 1893 - 3 mars 1925                | 53e - 68e      | Élu en 1892. Réélu en 1894. Réélu en 1896. Réélu en 1898. Réélu en 1900. Réélu en 1902. Réélu en 1904. Réélu en 1906. Réélu en 1908. Réélu en 1910. Réélu en 1912. Réélu en 1914. Réélu en 1916. Réélu en 1918. Réélu en 1920. Réélu en 1922. Retrait pour se présenter comme Sénateur des États-Unis. | 1893–1903                                             |
| Frederick H. Gillett (en)       | Républicain           | 4 mars 1893 - 3 mars 1925                | 53e - 68e      | Élu en 1892. Réélu en 1894. Réélu en 1896. Réélu en 1898. Réélu en 1900. Réélu en 1902. Réélu en 1904. Réélu en 1906. Réélu en 1908. Réélu en 1910. Réélu en 1912. Réélu en 1914. Réélu en 1916. Réélu en 1918. Réélu en 1920. Réélu en 1922. Retrait pour se présenter comme Sénateur des États-Unis. | 1903–1913                                             |
| Frederick H. Gillett (en)       | Républicain           | 4 mars 1893 - 3 mars 1925                | 53e - 68e      | Élu en 1892. Réélu en 1894. Réélu en 1896. Réélu en 1898. Réélu en 1900. Réélu en 1902. Réélu en 1904. Réélu en 1906. Réélu en 1908. Réélu en 1910. Réélu en 1912. Réélu en 1914. Réélu en 1916. Réélu en 1918. Réélu en 1920. Réélu en 1922. Retrait pour se présenter comme Sénateur des États-Unis. | 1913–1933                                             |
| George B. Churchill (en)        | Républicain           | 4 mars 1825 - 1er juillet 1925           | 69e            | Élu en 1924. Décès. |                                                       |
| Vacant                          | Vacant                | 1er juillet 1925 - 29 septembre 1925     | 69e            | |                                                       |
| Henry L. Bowles (en)            | Républicain           | 29 septembre 1925 - 3 mars 1929          | 69e , 70e      | Élu pour terminer le mandat de Churchill. Réélu en 1926. Retrait. |                                                       |
| Will Kirk Kaynor (en)           | Républicain           | 4 mars 1929 - 20 décembre 1929           | 71e            | Élu en 1928. Décès. |                                                       |
| Vacant                          | Vacant                | 20 décembre 1929 - 11 février 1930       | 71e            | |                                                       |
| William J. Granfield (en)       | Démocrate             | 11 février 1930 - 3 janvier 1937         | 71e - 74e      | Élu pour terminer le mandat de Kaynor. Réélu en 1930. Réélu en 1932. Réélu en 1934. Retrait. |                                                       |
| William J. Granfield (en)       | Démocrate             | 11 février 1930 - 3 janvier 1937         | 71e - 74e      | Élu pour terminer le mandat de Kaynor. Réélu en 1930. Réélu en 1932. Réélu en 1934. Retrait. | 1933–1943                                             |
| Charles R. Clason (en)          | Républicain           | 3 janvier 1937 - 3 janvier 1949          | 75e - 80e      | Élu en 1936. Réélu en 1938. Réélu en 1940. Réélu en 1942. Réélu en 1944. Réélu en 1946. Perd sa réélection. |                                                       |
| Charles R. Clason (en)          | Républicain           | 3 janvier 1937 - 3 janvier 1949          | 75e - 80e      | Élu en 1936. Réélu en 1938. Réélu en 1940. Réélu en 1942. Réélu en 1944. Réélu en 1946. Perd sa réélection. | 1943–1953                                             |
| Foster Furcolo                  | Démocrate             | 3 janvier 1949 - 30 septembre 1952       | 81e , 82e      | Élu en 1948. Réélu en 1950. Retrait et démissionne lorsque nommé Trésorier d'État. |                                                       |
| Vacant                          | Vacant                | 30 septembre 1952 - 3 janvier 1953       | 82e            | |                                                       |
| Edward Boland (en)              | Démocrate             | 3 janvier 1953 - 3 janvier 1989          | 83e - 100e     | Élu en 1952. Réélu en 1954. Réélu en 1956. Réélu en 1958. Réélu en 1960. Réélu en 1962. Réélu en 1964. Réélu en 1966. Réélu en 1968. Réélu en 1970. Réélu en 1972. Réélu en 1974. Réélu en 1976. Réélu en 1978. Réélu en 1980. Réélu en 1982. Réélu en 1984. Réélu en 1986. Retrait.                   | 1953–1963                                             |
| Edward Boland (en)              | Démocrate             | 3 janvier 1953 - 3 janvier 1989          | 83e - 100e     | Élu en 1952. Réélu en 1954. Réélu en 1956. Réélu en 1958. Réélu en 1960. Réélu en 1962. Réélu en 1964. Réélu en 1966. Réélu en 1968. Réélu en 1970. Réélu en 1972. Réélu en 1974. Réélu en 1976. Réélu en 1978. Réélu en 1980. Réélu en 1982. Réélu en 1984. Réélu en 1986. Retrait.                   | 1963–1973                                             |
| Edward Boland (en)              | Démocrate             | 3 janvier 1953 - 3 janvier 1989          | 83e - 100e     | Élu en 1952. Réélu en 1954. Réélu en 1956. Réélu en 1958. Réélu en 1960. Réélu en 1962. Réélu en 1964. Réélu en 1966. Réélu en 1968. Réélu en 1970. Réélu en 1972. Réélu en 1974. Réélu en 1976. Réélu en 1978. Réélu en 1980. Réélu en 1982. Réélu en 1984. Réélu en 1986. Retrait.                   | 1973–1983                                             |
| Edward Boland (en)              | Démocrate             | 3 janvier 1953 - 3 janvier 1989          | 83e - 100e     | Élu en 1952. Réélu en 1954. Réélu en 1956. Réélu en 1958. Réélu en 1960. Réélu en 1962. Réélu en 1964. Réélu en 1966. Réélu en 1968. Réélu en 1970. Réélu en 1972. Réélu en 1974. Réélu en 1976. Réélu en 1978. Réélu en 1980. Réélu en 1982. Réélu en 1984. Réélu en 1986. Retrait.                   | 1983–1993                                             |
| Richard Neal                    | Démocrate             | 3 janvier 1989 - 3 janvier 2013          | 101e - 112e    | Élu en 1988. Réélu en 1990. Réélu en 1992. Réélu en 1994. Réélu en 1996. Réélu en 1998. Réélu en 2000. Réélu en 2002. Réélu en 2004. Réélu en 2006. Réélu en 2008. Réélu en 2010. Redécoupage vers le 1er district.                                                                                    |                                                       |
| Richard Neal                    | Démocrate             | 3 janvier 1989 - 3 janvier 2013          | 101e - 112e    | Élu en 1988. Réélu en 1990. Réélu en 1992. Réélu en 1994. Réélu en 1996. Réélu en 1998. Réélu en 2000. Réélu en 2002. Réélu en 2004. Réélu en 2006. Réélu en 2008. Réélu en 2010. Redécoupage vers le 1er district.                                                                                    | 1993–2003                                             |
| Richard Neal                    | Démocrate             | 3 janvier 1989 - 3 janvier 2013          | 101e - 112e    | Élu en 1988. Réélu en 1990. Réélu en 1992. Réélu en 1994. Réélu en 1996. Réélu en 1998. Réélu en 2000. Réélu en 2002. Réélu en 2004. Réélu en 2006. Réélu en 2008. Réélu en 2010. Redécoupage vers le 1er district.                                                                                    | 2003–2013                                             |
| Jim McGovern                    | Démocrate             | 3 janvier 2013 - Présent                 | 113e - 118e    | Redécoupage depuis le 3e district et réélu en 2012. Réélu en 2014. Réélu en 2016. Réélu en 2018. Réélu en 2020. Réélu en 2022. | 2013–2023                                             |
| Jim McGovern                    | Démocrate             | 3 janvier 2013 - Présent                 | 113e - 118e    | Redécoupage depuis le 3e district et réélu en 2012. Réélu en 2014. Réélu en 2016. Réélu en 2018. Réélu en 2020. Réélu en 2022. | 2023–Présent                                          |

## Résultats des récentes élections
Voici les résultats des dix précédents cycles électoraux dans le district.

### 2004
| Élection de 2004 du 2e district congressionnel du Massachusetts | Élection de 2004 du 2e district congressionnel du Massachusetts | Élection de 2004 du 2e district congressionnel du Massachusetts | Élection de 2004 du 2e district congressionnel du Massachusetts | Élection de 2004 du 2e district congressionnel du Massachusetts |
| --------------------------------------------------------------- | --------------------------------------------------------------- | --------------------------------------------------------------- | --------------------------------------------------------------- | --------------------------------------------------------------- |
| Parti                                                           | Parti                                                           | Candidat                                                        | Votes                                                           | %                                                               |
|                                                                 | Démocrate                                                       | Richard Neal (sortant)                                          | 217 682                                                         | 98,96                                                           |
|                                                                 | Write-In                                                        | Write-In                                                        | 2 282                                                           | 1,04                                                            |
| Total des votes                                                 | Total des votes                                                 | Total des votes                                                 | 287 871                                                         | 100 %                                                           |
|                                                                 | Les Démocrates conservent                                       |                                                                 |                                                                 |                                                                 |

### 2006
| Élection de 2006 du 2e district congressionnel du Massachusetts | Élection de 2006 du 2e district congressionnel du Massachusetts | Élection de 2006 du 2e district congressionnel du Massachusetts | Élection de 2006 du 2e district congressionnel du Massachusetts | Élection de 2006 du 2e district congressionnel du Massachusetts |
| --------------------------------------------------------------- | --------------------------------------------------------------- | --------------------------------------------------------------- | --------------------------------------------------------------- | --------------------------------------------------------------- |
| Parti                                                           | Parti                                                           | Candidat                                                        | Votes                                                           | %                                                               |
|                                                                 | Démocrate                                                       | Richard Neal (sortant)                                          | 164 939                                                         | 98,65                                                           |
|                                                                 | Write-In                                                        | Write-In                                                        | 2 254                                                           | 1,35                                                            |
| Total des votes                                                 | Total des votes                                                 | Total des votes                                                 | 214 939                                                         | 100 %                                                           |
|                                                                 | Les Démocrates conservent                                       |                                                                 |                                                                 |                                                                 |

### 2008
| Élection de 2008 du 2e district congressionnel du Massachusetts | Élection de 2008 du 2e district congressionnel du Massachusetts | Élection de 2008 du 2e district congressionnel du Massachusetts | Élection de 2008 du 2e district congressionnel du Massachusetts | Élection de 2008 du 2e district congressionnel du Massachusetts |
| --------------------------------------------------------------- | --------------------------------------------------------------- | --------------------------------------------------------------- | --------------------------------------------------------------- | --------------------------------------------------------------- |
| Parti                                                           | Parti                                                           | Candidat                                                        | Votes                                                           | %                                                               |
|                                                                 | Démocrate                                                       | Richard Neal (sortant)                                          | 234 369                                                         | 98,47                                                           |
|                                                                 | Write-In                                                        | Write-In                                                        | 3 631                                                           | 1,53                                                            |
| Total des votes                                                 | Total des votes                                                 | Total des votes                                                 | 306 820                                                         | 100 %                                                           |
|                                                                 | Les Démocrates conservent                                       |                                                                 |                                                                 |                                                                 |

### 2010
| Élection de 2010 du 2e district congressionnel du Massachusetts | Élection de 2010 du 2e district congressionnel du Massachusetts | Élection de 2010 du 2e district congressionnel du Massachusetts | Élection de 2010 du 2e district congressionnel du Massachusetts | Élection de 2010 du 2e district congressionnel du Massachusetts |
| --------------------------------------------------------------- | --------------------------------------------------------------- | --------------------------------------------------------------- | --------------------------------------------------------------- | --------------------------------------------------------------- |
| Parti                                                           | Parti                                                           | Candidat                                                        | Votes                                                           | %                                                               |
|                                                                 | Démocrate                                                       | Richard Neal (sortant)                                          | 122 751                                                         | 57,33                                                           |
|                                                                 | Républicain                                                     | Thomas A. Wesley                                                | 91 209                                                          | 42,60                                                           |
|                                                                 | Write-In                                                        | Write-In                                                        | 164                                                             | 0,08                                                            |
| Total des votes                                                 | Total des votes                                                 | Total des votes                                                 | 220 424                                                         | 100 %                                                           |
|                                                                 | Les Démocrates conservent                                       |                                                                 |                                                                 |                                                                 |

### 2012
| Élection de 2012 du 2e district congressionnel du Massachusetts | Élection de 2012 du 2e district congressionnel du Massachusetts | Élection de 2012 du 2e district congressionnel du Massachusetts | Élection de 2012 du 2e district congressionnel du Massachusetts | Élection de 2012 du 2e district congressionnel du Massachusetts |
| --------------------------------------------------------------- | --------------------------------------------------------------- | --------------------------------------------------------------- | --------------------------------------------------------------- | --------------------------------------------------------------- |
| Parti                                                           | Parti                                                           | Candidat                                                        | Votes                                                           | %                                                               |
|                                                                 | Démocrate                                                       | Jim McGovern (sortant)                                          | 259 257                                                         | 98,5                                                            |
|                                                                 | Write-In                                                        | Write-In                                                        | 4 078                                                           | 1,5                                                             |
| Total des votes                                                 | Total des votes                                                 | Total des votes                                                 | 263 335                                                         | 100 %                                                           |
|                                                                 | Les Démocrates conservent                                       |                                                                 |                                                                 |                                                                 |

### 2014
| Élection de 2014 du 2e district congressionnel du Massachusetts | Élection de 2014 du 2e district congressionnel du Massachusetts | Élection de 2014 du 2e district congressionnel du Massachusetts | Élection de 2014 du 2e district congressionnel du Massachusetts | Élection de 2014 du 2e district congressionnel du Massachusetts |
| --------------------------------------------------------------- | --------------------------------------------------------------- | --------------------------------------------------------------- | --------------------------------------------------------------- | --------------------------------------------------------------- |
| Parti                                                           | Parti                                                           | Candidat                                                        | Votes                                                           | %                                                               |
|                                                                 | Démocrate                                                       | Jim McGovern (sortant)                                          | 169 640                                                         | 98,20                                                           |
|                                                                 | Write-In                                                        | Write-In                                                        | 3 105                                                           | 1,80                                                            |
| Total des votes                                                 | Total des votes                                                 | Total des votes                                                 | 172 745                                                         | 100 %                                                           |
|                                                                 | Les Démocrates conservent                                       |                                                                 |                                                                 |                                                                 |

### 2016
| Élection de 2016 du 2e district congressionnel du Massachusetts | Élection de 2016 du 2e district congressionnel du Massachusetts | Élection de 2016 du 2e district congressionnel du Massachusetts | Élection de 2016 du 2e district congressionnel du Massachusetts | Élection de 2016 du 2e district congressionnel du Massachusetts |
| --------------------------------------------------------------- | --------------------------------------------------------------- | --------------------------------------------------------------- | --------------------------------------------------------------- | --------------------------------------------------------------- |
| Parti                                                           | Parti                                                           | Candidat                                                        | Votes                                                           | %                                                               |
|                                                                 | Démocrate                                                       | Jim McGovern (sortant)                                          | 275 487                                                         | 98,24                                                           |
|                                                                 | Write-In                                                        | Write-In                                                        | 4 924                                                           | 1,76                                                            |
| Total des votes                                                 | Total des votes                                                 | Total des votes                                                 | 280 411                                                         | 100 %                                                           |
|                                                                 | Les Démocrates conservent                                       |                                                                 |                                                                 |                                                                 |

### 2018
| Élection de 2018 du 2e district congressionnel du Massachusetts | Élection de 2018 du 2e district congressionnel du Massachusetts | Élection de 2018 du 2e district congressionnel du Massachusetts | Élection de 2018 du 2e district congressionnel du Massachusetts | Élection de 2018 du 2e district congressionnel du Massachusetts |
| --------------------------------------------------------------- | --------------------------------------------------------------- | --------------------------------------------------------------- | --------------------------------------------------------------- | --------------------------------------------------------------- |
| Parti                                                           | Parti                                                           | Candidat                                                        | Votes                                                           | %                                                               |
|                                                                 | Démocrate                                                       | Jim McGovern (sortant)                                          | 191 332                                                         | 67,2                                                            |
|                                                                 | Républicain                                                     | Tracy Lovvorn                                                   | 93 391                                                          | 32,8                                                            |
|                                                                 | Indépendant                                                     | Paul Grady                                                      | 8 440                                                           |                                                                 |
| Total des votes                                                 | Total des votes                                                 | Total des votes                                                 | 293 163                                                         | 100 %                                                           |
|                                                                 | Les Démocrates conservent                                       |                                                                 |                                                                 |                                                                 |

### 2020
| Élection de 2020 du 2e district congressionnel du Massachusetts | Élection de 2020 du 2e district congressionnel du Massachusetts | Élection de 2020 du 2e district congressionnel du Massachusetts | Élection de 2020 du 2e district congressionnel du Massachusetts | Élection de 2020 du 2e district congressionnel du Massachusetts |
| --------------------------------------------------------------- | --------------------------------------------------------------- | --------------------------------------------------------------- | --------------------------------------------------------------- | --------------------------------------------------------------- |
| Parti                                                           | Parti                                                           | Candidat                                                        | Votes                                                           | %                                                               |
|                                                                 | Démocrate                                                       | Jim McGovern (sortant)                                          | 249 854                                                         | 65,3                                                            |
|                                                                 | Républicain                                                     | Tracy Lovvorn                                                   | 132 220                                                         | 34,6                                                            |
|                                                                 | Write-In                                                        | Write-In                                                        | 378                                                             | 0,1                                                             |
| Total des votes                                                 | Total des votes                                                 | Total des votes                                                 | 382 452                                                         | 100 %                                                           |
|                                                                 | Les Démocrates conservent                                       |                                                                 |                                                                 |                                                                 |

### 2022
| Primaire Démocrate de 2022 du 2e district congressionnel du Massachusetts | Primaire Démocrate de 2022 du 2e district congressionnel du Massachusetts | Primaire Démocrate de 2022 du 2e district congressionnel du Massachusetts | Primaire Démocrate de 2022 du 2e district congressionnel du Massachusetts | Primaire Démocrate de 2022 du 2e district congressionnel du Massachusetts |
| ------------------------------------------------------------------------- | ------------------------------------------------------------------------- | ------------------------------------------------------------------------- | ------------------------------------------------------------------------- | ------------------------------------------------------------------------- |
| Parti                                                                     | Parti                                                                     | Candidat                                                                  | Votes                                                                     | %                                                                         |
|                                                                           | Démocrate                                                                 | Jim McGovern (sortant)                                                    | 69 839                                                                    | 99,7                                                                      |
|                                                                           | Write-In                                                                  | Write-In                                                                  | 216                                                                       | 0,3                                                                       |

| Primaire Républicaine de 2022 du 2e district congressionnel du Massachusetts | Primaire Républicaine de 2022 du 2e district congressionnel du Massachusetts | Primaire Républicaine de 2022 du 2e district congressionnel du Massachusetts | Primaire Républicaine de 2022 du 2e district congressionnel du Massachusetts | Primaire Républicaine de 2022 du 2e district congressionnel du Massachusetts |
| ---------------------------------------------------------------------------- | ---------------------------------------------------------------------------- | ---------------------------------------------------------------------------- | ---------------------------------------------------------------------------- | ---------------------------------------------------------------------------- |
| Parti                                                                        | Parti                                                                        | Candidat                                                                     | Votes                                                                        | %                                                                            |
|                                                                              | Républicain                                                                  | Jeffrey Sossa-Paquette                                                       | 22 675                                                                       | 99,4                                                                         |
|                                                                              | Write-In                                                                     | Write-In                                                                     | 140                                                                          | 0,6                                                                          |

| Élection de 2022 du 2e district congressionnel du Massachusetts | Élection de 2022 du 2e district congressionnel du Massachusetts | Élection de 2022 du 2e district congressionnel du Massachusetts | Élection de 2022 du 2e district congressionnel du Massachusetts | Élection de 2022 du 2e district congressionnel du Massachusetts |
| --------------------------------------------------------------- | --------------------------------------------------------------- | --------------------------------------------------------------- | --------------------------------------------------------------- | --------------------------------------------------------------- |
| Parti                                                           | Parti                                                           | Candidat                                                        | Votes                                                           | %                                                               |
|                                                                 | Démocrate                                                       | Jim McGovern (sortant)                                          | 180 639                                                         | 66,2                                                            |
|                                                                 | Républicain                                                     | Jeffrey Sossa-Paquette                                          | 91 956                                                          | 33,7                                                            |
|                                                                 | Write-In                                                        | Write-In                                                        | 276                                                             | 0,1                                                             |
| Total des votes                                                 | Total des votes                                                 | Total des votes                                                 | 272 871                                                         | 100 %                                                           |
|                                                                 | Les Démocrates conservent                                       |                                                                 |                                                                 |                                                                 |

### 2024
| Primaire Démocrate de 2024 du 2e district congressionnel du Massachusetts | Primaire Démocrate de 2024 du 2e district congressionnel du Massachusetts | Primaire Démocrate de 2024 du 2e district congressionnel du Massachusetts | Primaire Démocrate de 2024 du 2e district congressionnel du Massachusetts | Primaire Démocrate de 2024 du 2e district congressionnel du Massachusetts |
| ------------------------------------------------------------------------- | ------------------------------------------------------------------------- | ------------------------------------------------------------------------- | ------------------------------------------------------------------------- | ------------------------------------------------------------------------- |
| Parti                                                                     | Parti                                                                     | Candidat                                                                  | Votes                                                                     | %                                                                         |
|                                                                           | Démocrate                                                                 | Jim McGovern (sortant)                                                    | 56 343                                                                    | 99,6                                                                      |
|                                                                           | Write-In                                                                  | Write-In                                                                  | 225                                                                       | 0,4                                                                       |

| Élection de 2024 du 2e district congressionnel du Massachusetts | Élection de 2024 du 2e district congressionnel du Massachusetts | Élection de 2024 du 2e district congressionnel du Massachusetts | Élection de 2024 du 2e district congressionnel du Massachusetts | Élection de 2024 du 2e district congressionnel du Massachusetts |
| --------------------------------------------------------------- | --------------------------------------------------------------- | --------------------------------------------------------------- | --------------------------------------------------------------- | --------------------------------------------------------------- |
| Parti                                                           | Parti                                                           | Candidat                                                        | Votes                                                           | %                                                               |
|                                                                 | Démocrate                                                       | Jim McGovern (sortant)                                          | 251 441                                                         | 68,6                                                            |
|                                                                 | Indépendant                                                     | Cornelius Shea                                                  | 114 065                                                         | 31,1                                                            |
|                                                                 | Write-In                                                        | Write-In                                                        | 822                                                             | 0,2                                                             |
| Total des votes                                                 | Total des votes                                                 | Total des votes                                                 | 366 328                                                         | 100 %                                                           |
|                                                                 | Les Démocrates conservent                                       |                                                                 |                                                                 |                                                                 |